# 조지아 정교회

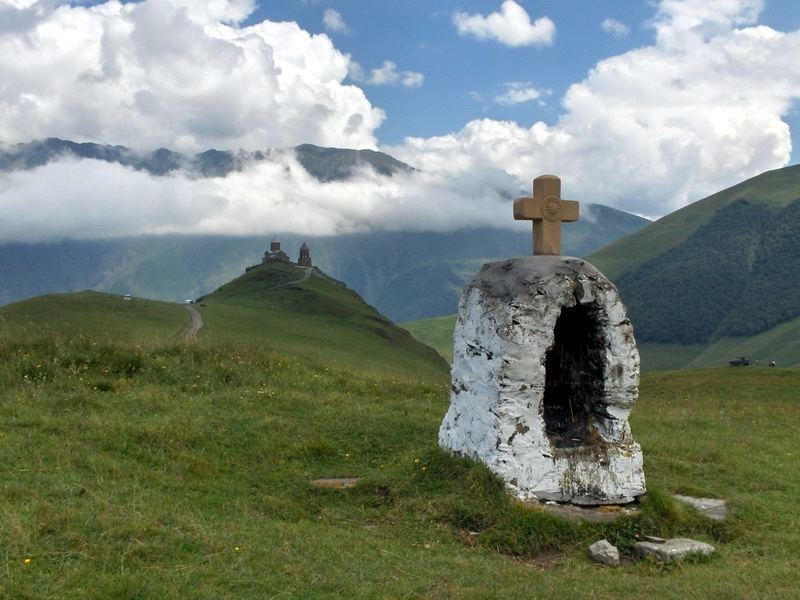
해발 4000m, 캅카스 산의 뒷편에서는 2200m 고지대에 있는 츠민다 사메바 교회

조지아 정교회(조지아어: საქართველოს სამოციქულო მართლმადიდებელი ავტოკეფალური ეკლესია 사카르트벨로스 사모치쿨로 마르틀마디데벨리 압토케팔루리 에클레시아)는 조지아에서 가장 영향력이 큰 기독교 종파이다. 1977년경, 감사쿠르디아 집권기 때부터 조지아 정교회는 국가 기관 운영에 중요한 역할을 했으며, 조지아 당국은 조지아 정교회의 독립성을 규정했다. 국가와 교회와의 관계는 2002년 정교 조약에 의해 규제되고 있다.

## 조지아의기독교

### 최초 전래의 전승
한 전승에 의하면, 사도 안드레아가 캅카스 지역의 고대 조지아(콜키스와 이베리아)에 처음으로 복음을 전했고, 최초의 기독교 공동체를 설립했다고 한다. 또 다른 전승에 의하면, 사도 시몬이 조지아에 복음을 전했고, 아나코피아에 묻혔다고 한다. 사도 마티아의 무덤이 고니오에 있다는 설이 있다.

### 고대와 봉건시대
4세기 초중반 무렵 미리안 3세 통시 시대에 카르틀리 왕국(동조지아 또는 이베리아)의 카파도키아 왕실의 공주였던 성녀 니노의 활발한 선교 활동으로 대다수의 조지아인들이 기독교로 개종했으며, 완전히 국교로 자리를 잡았다. 서조지아는 로마 제국의 일부가 되었고 점진적으로 기독교가 전래되어 재위하던 5세기 중후반 무렵에는 동로마 제국의 제노 황제(474–491)로부터 독립 자치 교회의 지위를 인정받아 완전한 기독교 왕국이 되었다.
성 야고보의 예루살렘 전례는 카르틀리에서 유명했고, 처음에는 그리스어였지만, 6세기경에 조지아어로 전례를 거행했다. 서조지아에서는 8세기 또는 9세기에 그리스어 비잔티움 전례를 조지아어로 번역하여 진행하였다. 1008년에 동조지아와 서조지아가 서로 결합하여 단일 왕국과 독립 자치 교회가 성립 되고 난 뒤에 동조지아는 곧바로 비잔티움 전례를 채택하였다.
브리태니커 백과사전에 따르면, 조지아는 안티오키아 사도좌의 성직 형태를 유지했다고 한다. 카르틀리의 교회는 처음에는 안티오키아 총대주교에 의지하고 있었지만, 467년에 바흐탕 고르가슬란 왕에 의하여 독립 교회가 수립되었다. 조지아 교회의 칼케돈 공의회로의 입회와 그리스도론의 정의가 아르메니아 교회와의 친밀한 관계와 비잔티움 제국에 속한 공의회인지를 두고 벌어진 논쟁에 의해 부분적으로 지연되었다. 6세기 말에, 조지아는 콘스탄티노폴리스 교회의 편에 들기 시작했고, 칼케톤 공의회의 결정을 따르기로 했다. 조지아와 아르메니아는 607년 제3차 드빈 공의회에서 명확하게 갈라졌다. 칼케돈과 칼케돈을 지원하는 조지아의 비난을 옹호하는 아브라함이 아르메니아 자치 교회 총대주교로 선출되었다.
수도원 제도는 조지아에서 6세기에 융성하기 시작했고 10~12세기에 정점에 달했다. 수도원들은 선교와 문화 활동의 중요한 중심지들이 되었다. 조지아는 10세기 후반에 아토스산에 이비론 수도원을 설립했다. 그 수도원에서 많은 중요한 종교 작품들이 그리스어에서 조지아어로 번역되었다. 그 수도원은 예루살렘과 시나이산의 수도원들과 교섭하기도 했다.
11~13세기에, 조지아는 조지아어로 된 풍부한 기독교 문학이 발전되는 동안에 황금 시대를 겪었다. 그러나 그 시대는 13세기에 징기스칸과 15세기에 타메를란의 침입으로 황폐화가 될 때 끝났다. 1500~1800년의 시대에 조지아는 조지아에 대한 완전한 통제권을 얻으려는 오스만과 페르시아 간의 경쟁이 큰 원인이 되어 문화의 르네상스를 겪었다. 그 후에 조지아는 서유럽과 러시아와 새롭게 밀접한 관계를 발전시켰다.
1801년 러시아는 조지아의 일부 지역을 합병시켰고 10년 동안 나라 전체를 통제해야 했다. 1811년에 조지아의 총대주교가 죽은 뒤에, 러시아는 조지아 정교회 총대주교직을 폐지했다. 조지아 정교회는 그 당시에 러시아 정교회의 최고교회회의에 의해 특별 총주교 대리를 통해서 상트 페테르부르크에서 관리하였다. 조지아 교회의 교구 30개는 5개로 축소되었으며, 조지아어는 신학교에서는 사용이 금지되고 러시아어나 슬라브어로 대체되었다.

### 현대의 조지아 정교회

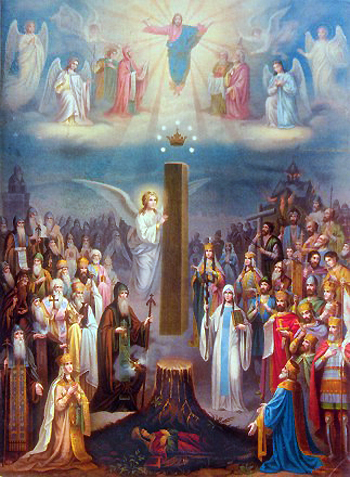
미하일 사비닌의 이베리아의 영광. 조지아 정교회의 전승을 잘 표현한 것으로 알려진 대표적인 성화이다.

소비에트 연방의 통치 시절에, 조지아 정교회는 러시아 정교회와 비슷하게 쇠퇴현상을 보였다. 1917년에는 조지아에 2,455곳의 성당이 세워졌었는데, 1980년대 중반 쯤에는 이 중 80곳의 성당과 수도원 및 신학교 4~5곳만이 운영되고 있었으며, 조지아 정교회는 신학교와 국제 정책 등에 있어서 모스크바 총대주교의 지시를 따르도록 강요받았다.
그러나 마침내 미하일 고르바초프의 소비에트 연방 제도 개혁과 일리아 2세 총대주교의 강력한 지도력은 조지아 교회가 다시 살아나는 계기가 되었다. 많은 성당이 다시 문을 열었으며, 1988년 10월 1일에 조지아 정교회 신학교가 150명의 신학과 기독교 인간학, 기독교 예술 분야 전공 학생들로 수도 트빌리시에 정식으로 개교되었다. 지금은 전국적으로 6곳의 신학교가 있을 뿐만 아니라 평신도 육성을 위한 시설도 갖추고 있다. 각 교구에는 교리교사들의 교육을 위한 부서가 구성되어 있고, 나라의 재복음화를 위해 국내 선교사들이 활동하고 있다.
1990년 3월 4일에는 콘스탄티노폴리스 총대주교가 조지아 정교회에 독립 교회의 지위를 부여했고, 그 지위는 조지아 정교회의 총대주교를 임명함으로써 분명해졌다. 이전에는 조지아 정교회의 독립권이 상당 기간 모스크바와 콘스탄티노폴리스 간의 논쟁 대상이었다. 콘스탄티노폴리스 총대주교는 모스크바가 조지아 정교회에 독립권을 부여할 수 있는 권한을 승인하지 않았고, 조지아 정교회는 계속 자치 교회로 여겨졌다. 콘스탄티노폴리스 총대주교의 결정은 정교회 세계 전체에 조지아 교회의 위치에 대한 질서를 세운 것이다.
1992년에 소련의 해체로 조지아가 독립국이 된 다음에는 교회의 쇄신 절차가 더욱 강화되었다. 성직자들의 수를 충분하게 늘렸고, 수도원 생활이 재개되었으며, 많은 성당들이 새로 세워졌다. 조지아 정교회에서 1992년에 세례를 받아 신자가 된 에두아르트 셰바르드나제 대통령은 교회가 새롭게 독립한 나라에 활동하기 시작하면서 증가된 역할을 상징했다. 1994년에 조지아 정교회와 조지아 정부는 공립 학교가 조지아 교회와 연계해 종교 수업을 하도록 하는 협약을 체결했다. 또한 새로운 대성당인 트빌리시 성 삼위일체 대성당이 1996년 3월에 총대주교 일리아 2세에 의해 초석이 축성되면서 조지아 정부에 의해 건축되었다. 이 성당은 2004년 11월에 봉헌되었다.
1995년 11월에 성직자와 사무원, 평신도 대표들이 참석한 조지아 정교회의가 열렸다. 이 회의에서는 교회의 사목과 영적인 쇄신을 위한 여러 결정들이 있었다. 딥티크에 대한 조지아 정교회의 입장을 투명히 할 것을 요청했고, 다섯 위의 시성 운동 또한 결정되었다.
1999년에는 당시 교황 요한 바오로 2세가 인도를 방문하고 돌아가는 길에 11월 8 ~ 9일에 조지아를 방문하였다. 교황은 셰바르드나제 대통령과 대담했고, 이후 에큐메니즘이 조지아 정교회에게 있어 매우 민감한 화제라는 사실에도 불구하고, 일리아 2세 총대주교와 정교회 최고회의로부터 받아들여졌으며, 문화계 인사들에게 연설했고, 트빌리시 스포츠 스타디움에서 대중에게 축복하였다. 하지만, 2003년 9월에 조지아 내에서의 가톨릭교회의 지위를 조정하기 위한 조지아 정부와 바티칸 시국과의 제안 합의는 조지아 정교회의 강력한 반대 탓에 막판에 실패로 돌아갔다.
2002년 10월 14일, 조지아 정교회와 정부는 정교 조약에 서명했다, 조약의 내용에는 조지아 헌법 제3조에 명시된 것과 같이 정교회의 특권 계층을 정부에서 축출하는 것이나 정교회와 정부의 관계, 사회에서 성직자와 교회의 권리와 같은 부분들이 포함되었다.
2003년 11월에는 셰바르드나제에 대항하여, 부정 선거로 널리 알려져 의회에 경종을 울렸던 시위가 일어났다. 셰바르드나제의 하야와 새로운 친 서방 정부의 성립이 무력 사용 반대를 애타게 호소한 일리아 총대주교의 중재가 크게 반영되어 폭력 없이 이루어졌다. 현재의 조지아 교회는 사카슈빌리 대통령이 장려하는 서구적인 사회로의 스스로의 통합이라는 새로운 과제에 직면하고 있다.
도합 4백 4십만 명이 넘는, 대부분 조지아 민족인 사람들(조지아 인구의 80% 정도)은 스스로를 조지아 정교회 신자로 인식하고 있다. 2006년에 조지아 정교회는 30개의 교구와, 1004명의 지역 교구 사제들과, 65곳의 수도원이 있다고 공식 보고했다.

## 조지아의 종교 인구
조지아 정교회: 83.9%, 무슬림 9.9%, 아르메니아-조지아 정교회: 3.9%, 로마 가톨릭 : 0.8%, 다른 종교들: 0.8%, 종교 없음 0.7%

## 같이 보기
- 동방 정교회
- 조지아의 역사
- 조지아의 문화
- 조지아어

## 참고
- CNEWA - Georgian Apostolic Autocephalous Orthodox Church

1. ↑  , Britanica Encyclopedia - Georgian Orthodox Church
2. ↑  “http://www.nationmaster.com/country/gg-georgia/rel-religion”. 2010년 10월 21일에 원본 문서에서 보존된 문서. 2010년 9월 25일에 확인함. |title=에 외부 링크가 있음 (도움말){{